# Посем'я
Посе́м'я (також Посе́йм'я) — історичний ареал розселення українців у басейні Сейму. У «Повчанні» Володимира Мономаха є згадки про «семичів», яких археологи зіставляють з роменською культурою, носіїв якої ототожнюють з сіверянами, що дозволяє розглядати Посем'я як територію одного з племен, що входило до племінного об'єднання літописних сіверян. Із кінця IX століття увійшло до складу Київської Русі, Чернігівського та Новгород-Сіверського князівств. Із кінця XIV — до складу Великого князівства Литовського і Руського. Головні міста та центри князівств — Рильськ, Курськ, Путивль.
Значна частина історико-етнографічного краю лежить на території України, проте частина виходить за її межі — перебуває в межах сучасної Росії. Україномовні території російського Посем'я нині у складі Курської області, і під іменем Курщини є частиною українського етнокультурного регіону Східна Слобожанщина. Центром українського Посем'я є місто Конотоп.